# 川主寺镇
川主寺镇，是中华人民共和国四川省阿坝藏族羌族自治州松潘县下辖的一个乡镇级行政单位。2019年12月，撤销山巴乡、水晶乡，将原山巴乡和原水晶乡所属行政区域划归川主寺镇管辖。

## 交通
- 九黄机场
- 黄龙九寨站

## 行政区划
川主寺镇下辖以下地区：
川主寺社区、漳腊社区、两河口村、黄胜关村、东北村、巴朗村、传子沟村、八十沟村、林坡村、五间房村、元坝子村、漳腊第一村、漳腊第二村、漳腊第三村、金河坝村、黑斯村和牧场村。